# Ips emarginatus
Ips emarginatus es una especie de escarabajo del género Ips, tribu Ipini, familia Curculionidae. Fue descrita científicamente por Wood y Bright en 1992.
Se mantiene activa durante los meses de marzo, abril, mayo, julio, agosto y septiembre.

## Descripción
Mide 5,5–7 milímetros de longitud.

## Distribución
Se distribuye por Canadá. México y Estados Unidos.